# كلود أوليير
كلود أوليير (بالفرنسية: Claude Ollier)‏ (17 ديسمبر 1922، باريس في فرنسا - 18 أكتوبر 2014)؛ كاتب وروائي فرنسي.